# Multifunkcja

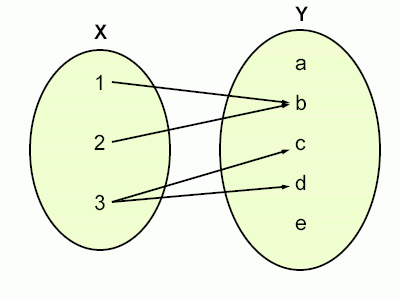
Rysunek przedstawia odwzorowanie wielowartościowe – elementowi 3 przyporządkowane są dwa elementy przeciwdziedziny.

Multifunkcja lub funkcja wielowartościowa – uogólnienie pojęcia funkcji poprzez dopuszczenie przyporządkowania każdemu elementowi dziedziny więcej niż jednego elementu przeciwdziedziny. Z drugiej strony, pojęcie to definiuje się jako szczególny przypadek pewnego rodzaju funkcji.

## Definicja
Niech {\displaystyle X} i {\displaystyle Y} będą niepustymi zbiorami. Multifunkcją {\displaystyle f} między zbiorami {\displaystyle X} i {\displaystyle Y} nazywa się przyporządkowanie każdemu {\displaystyle x\in X} niepustego zbioru {\displaystyle fx\subseteq Y.} Jeśli {\displaystyle f} jest multifunkcją między {\displaystyle X} i {\displaystyle Y,} to oznacza się to czasami symbolem
{\displaystyle f\colon X\rightsquigarrow Y.}
Dla multifunkcji definiuje się, analogicznie jak dla funkcji, pojęcia obrazu, wykresu, mutlifunkcji odwrotnej czy złożenia. Traktując multifunkcję {\displaystyle f} jako funkcję {\displaystyle f\colon X\to {\mathcal {P}}(Y)} pojęcia te nie pokrywają się ze swoimi klasycznymi odpowiednikami.
- Obrazem zbioru {\displaystyle A\subseteq X} poprzez multifunkcję {\displaystyle f} nazywa się zbiór

{\displaystyle f(A)=\bigcup _{x\in A}fx.}
- Wykresem multifunkcji {\displaystyle f} nazywamy zbiór

{\displaystyle {\text{Graf}}(f)=\{(x,y)\in X\times Y\colon \,y\in fx\}.}
- Multifunkcją odwrotną do multifunkcji {\displaystyle f} nazywamy multifunkcję {\displaystyle f^{-1}\colon f(X)\rightsquigarrow X} taką, że

{\displaystyle f^{-1}y=\{x\in X\colon \,y\in fx\}.}
- Jeśli {\displaystyle Z} jest niepustym zbiorem oraz {\displaystyle f\colon X\rightsquigarrow Y} i {\displaystyle g\colon Y\rightsquigarrow Z} są multifunkcjami, to ich złożeniem nazywamy multifunkcję {\displaystyle g\circ f\colon X\rightsquigarrow Z} daną wzorem

{\displaystyle (g\circ f)x=\bigcup _{y\in fx}gy.}
Ponadto dla multifunkcji {\displaystyle f\colon X\rightsquigarrow Y} definiuje się (dla {\displaystyle B\subseteq Y}):
- {\displaystyle f^{-}(B)=\{x\in X\colon \,fx\cap B\neq \varnothing \},}
- {\displaystyle f^{+}(B)=\{x\in X\colon \,fx\subseteq B\}.}

## m-produkt
Pojęcie m-produktu rodziny zbiorów niepustych niejako „naśladuje” pojęcie produktu rodziny zbiorów.
Niech {\displaystyle \{Y_{t}\colon t\in T\}} będzie rodziną zbiorów niepustych. m-produktem {\displaystyle P\{Y_{t}\colon t\in T\}} tej rodziny nazywamy rodzinę wszystkich multifunkcji
{\displaystyle f\colon T\rightsquigarrow \bigcup _{t\in T}Y_{t}.}
Jeśli {\displaystyle Y_{t}=Y} dla każdego {\displaystyle t\in T,} to m-produkt {\displaystyle P\{Y_{t}\colon t\in T\}} oznaczamy symbolem {\displaystyle Y^{mT}.} Jeśli {\displaystyle t\in T} to multifunkcję {\displaystyle {\text{pr}}_{t}\colon P\{Y_{t}\colon t\in T\}\rightsquigarrow Y_{t}} daną wzorem
{\displaystyle {\text{pr}}_{t}f=ft}
nazywamy rzutowaniem na {\displaystyle Y_{t}.}

### Topologia wm-produkcie
Jeśli {\displaystyle (Y_{t},\tau _{t}),t\in T} są przestrzeniami topologicznymi, to w m-produkcie {\displaystyle P\{Y_{t}\colon t\in T\}} można wprowadzić topologię poprzez analogię do topologii Tichonowa w produkcie kartezjańskim przestrzeni topologicznych. Topologię tę definiuje się poprzez zadanie podbazy postaci
{\displaystyle \{{\text{pr}}_{t}^{-}(U_{t}),{\text{pr}}_{t}^{+}(U_{t})\colon t\in T,U_{t}\in \tau _{t}\}.}